# Aulonocara hueseri
The Night Aulonocara (Aulonocara hueseri) là một loài cá thuộc họ Cichlidae.
Nó là loài đặc hữu của Malawi. Môi trường sống tự nhiên của chúng là hồ nước ngọt.